# 圖蓋拉河
圖蓋拉河（Tugela River）是南非的河川，位於該國夸祖魯-納塔爾省，發源自龍山山脈，流經全球第二高瀑布圖蓋拉瀑布，最終注入印度洋，河道全長502公里，流域面積約29,100平方公里。
28°45′00″S 28°53′45″E / 28.75000°S 28.89583°E